# Saint-Prex
Saint-Prex és un municipi del cantó suís del Vaud, situat al districte de Morges.